# Északi delfin
Az északi delfin (Lissodelphis borealis) az emlősök (Mammalia) osztályának párosujjú patások (Artiodactyla) rendjébe, ezen belül a delfinfélék (Delphinidae) családjába tartozó faj. Egyéb nevei: fekete felemásdelfin vagy északi felemásdelfin.

## Előfordulása
Széles elterjedésű. Előfordul az északi Csendes-óceán nyugati részén Kamcsatkától Japánig, a keleti részen a kanadai Brit-Columbiától a mexikói Kaliforniai-öböl északi részéig. A japán tenger déli részén szintén él. Télen néha ellátogat délebbre is. Elterjedési területén, az Aleunt-szigetektől délre, Alaszkánál nagyon kis egyedszámban fordul elő, ezért valószínűleg a keleti és a nyugati populáció elkülönül. Főként a kontinentális küszöbök körül és mögötti mély vizekben található. Néha előfordul a partközelben is, ahol mély tengeri árok húzódik. Egyes területeken telente dél felé vagy a partok felé vándorolhat, nyaranta pedig északra és a nyílt vizek irányában.

## Megjelenése
Az egyetlen, hátúszó nélküli delfin az északi féltekén, tehát nemigen téveszthető össze más cetekkel. feltűnően fekete-fehér mintázata szintén jellegzetes, bár a vízben teste gyakran teljesen feketének tűnik. Talán a legfényesebb testű cet, és mivel gyakran halad sima, lapos ugrásokkal, összetéveszthető a fókákkal és a rozmárokkal. Déli féltekén élő megfelelője, a déli delfin kinézetre nagyon hasonló, de teste annál valamivel hosszabb, és a fehér felületek kisebbek rajta, elterjedési területük közt nincs átfedés. Kissé eltérő színváltozatú állatok élnek Japán környékén, ezek talán önálló alfajt alkotnak. A borjak szürkésbarnák vagy sárgásfehérek, a felnőttekre jellemző színezet az első életév végén alakul ki. Az északi delfin gyakran társul Risso-delfinnel, a csendes-óceáni fehérsávos delfinnel és a rövidszárnyú gömbölyűfejű-delfinnel, valamint még sok más fajjal is.
Hátúszó: Nincs.
Felnőtt tömeg: Kb. 60–100 kg.
Újszülött tömege: Ismeretlen.
Újszülött mérete: Kb. 80 cm.
Felnőtt mérete: 2–3 m.

## Életmódja
A gyorsan, ugrálva haladó csoport vidám benyomást kelt, az ugrások hossza elérheti a 7 m-t is. Könnyen megriadnak. Menekülés közben a csoport jellegzetes szoros alakulatba tömörül, a sok állat ugrásaitól gyakran habzik a tenger. Lassan is úszhatnak, olyankor csak kicsit zavarják fel a vizet, és alig látható a felszínről. A függőleges ugrások, hasra és oldalra esések, és a farkcsapkodás eléggé gyakori. úszhatnak hajók orrvizében, de általában elkerülik a csónakokat. Átlagos csoportméret 5-200 egyedből áll, de ritkább esetekben 3000 példányt is láttak együtt. Tápláléka halakból, polipokból vagy kalmárokból áll.

## Delfinúszás
Amikor az északi delfin csoportja megriad vagy egyszerűen csak gyorsan úszik, az állatok hosszú, lapos ugrásokat végeznek. Általában kecsesen érkeznek vissza a vízbe, de néha hasukra vagy az oldalukra is eshetnek, ha menekülnek.